# Rengsdorf-Waldbreitbach (Verbandsgemeinde)
La Verbandsgemeinde Rengsdorf-Waldbreitbach est une collectivité territoriale, issue d’un regroupant volontaire au 1er janvier 2018, des communes des anciennes communités de Waldbreitbach et de Rengsdorf. Elle se situe dans l’arrondissement de Neuwied en Rhénanie-Palatinat.
Dans cette Verbandsgemeinde vivent environ 26.000 habitants sur une superficie d’environ 124 km2 dans 20 communes autonomes. Le siège de cette collectivité territoriale est à Rengsdorf. Une administration secondaire se trouve à Waldbreitbach, puis une extension à Anhausen.

## Municipalités appartenant à la collectivité territoriale
| Commune               | Superficie | Habitants |
| --------------------- | ---------- | --------- |
| Anhausen              | 9,53       | 1379      |
| Bonefeld              | 5,2        | 948       |
| Breitscheid           | 12,22      | 2207      |
| Datzeroth             | 8          | 278       |
| Ehlscheid             | 6,27       | 1521      |
| Hardert               | 3,44       | 853       |
| Hausen (Wied)         | 7,72       | 1857      |
| Hümmerich             | 4,72       | 777       |
| Kurtscheid            | 5,10       | 976       |
| Meinborn              | 4,39       | 528       |
| Melsbach              | 2,8        | 2021      |
| Niederbreitbach       | 8,53       | 1569      |
| Oberhonnefeld-Gierend | 3,97       | 1,049     |
| Oberraden             | 4,33       | 671       |
| Rengsdorf             | 6,91       | 2816      |
| Roßbach (Wied)        | 4,9        | 832       |
| Rüscheid              | 4,9        | 832       |
| Straßenhaus           | 10,17      | 1954      |
| Thalhausen            | 3,65       | 777       |
| Waldbreitbach         | 6,39       | 1889      |

(Nombre d'habitants au 21.12.2021)